# ベイビー・プラネット
株式会社ベイビー・プラネットは、東京都渋谷区に本社を置く女性のみの番組制作会社。代表取締役のたむらようこは放送作家である。

## 概要
- 企業名　株式会社ベイビー・プラネット
- 沿革　平成13年12月　設立
- 代表者　代表取締役　たむらようこ
- 資本金　1000万円
- 本社所在地　東京都渋谷区